# Lotharheil
Lotharheil ist ein Gemeindeteil von Geroldsgrün im Landkreis Hof (Oberfranken, Bayern). Lotharheil liegt in der Gemarkung Geroldsgrün.

## Geografie
Die Einöde liegt inmitten des Geroldsgrüner Forstes. Es gibt dort einen Stollen, der als Geotop ausgezeichnet ist. Ein Wirtschaftsweg führt nach Silberstein (1,4 km östlich).

## Geschichte
Von 1797 bis 1808 unterstand der Ort dem Justiz- und Kammeramt Naila. Mit dem Gemeindeedikt wurde Lotharheil dem 1812 gebildeten Steuerdistrikt Geroldsgrün und der zugleich gebildeten Ruralgemeinde Geroldsgrün zugewiesen. Lotharheil ist der einzige in Betrieb befindliche Schiefer-Steinbruch in Bayern. Dort wurde bereits vor etwa 300 Jahren der Lotharheiler Schiefer im Tagebau gefördert.

### Einwohnerentwicklung
| Jahr      | 001861 | 001871 | 001885 | 001900 | 001925 | 001950 | 001961 | 001970 | 001987 |
| Einwohner | 9      | *      | *      | *      | *      | 4      | †      | 5      | 4      |
| Häuser    |        |        | *      | *      | *      | 1      | †      |        | 2      |
| Quelle    | [ 7 ]  | [ 8 ]  | [ 9 ]  | [ 10 ] | [ 11 ] | [ 12 ] | [ 13 ] | [ 14 ] | [ 1 ]  |

## Religion
Der Ort ist evangelisch-lutherisch geprägt und bis heute nach St. Jakob (Geroldsgrün) gepfarrt.